# Zonopimpla fasciata
Zonopimpla fasciata är en stekelart som först beskrevs av Henry Keith Townes, Jr. 1969.  Zonopimpla fasciata ingår i släktet Zonopimpla och familjen brokparasitsteklar. Inga underarter finns listade i Catalogue of Life.